# موريس ويتل
موريس ويتل (بالإنجليزية: Maurice Whittle)‏ هو لاعب كرة قدم بريطاني في مركز الدفاع، ولد في 15 يوليو 1948 في ويغان في المملكة المتحدة. لعب مع أولدهام أثلتيك وبلاكبيرن روفرز وفورت لودردايل سترايكرز وماكليسفيلد تاون ونادي بارو وويغان أتلتيك.